# Bloemenwijk (Voorschoten)
Bloemenwijk is een wijk in Voorschoten. De wijk wordt aan de noordkant begrensd door de wijk Nassauwijk, aan de oostkant door de Schoolstraat en de Veurseweg, aan de zuidkant door de wijk Boschgeest en aan de westkant door de spoorlijn Leiden - Den Haag.
De wijk werd aangelegd aan het eind van de negentiende eeuw na de bouw van het station. Het was de eerste uitbreiding buiten de noordoost - zuidwest gelegen strandwal waarop het centrum van Voorschoten gebouwd is.